# Glencoe-völgy
A Glencoe-völgy (A Sírás Völgye; Glen Cloe) egy vulkanikus eredetű völgy a skót felföldön. Délen Argyll területe, nyugaton pedig a Glencoe nevű falu határolja, amely egyben a völgy bejárata is. A völgy a falutól majd 16 km-rel nyugatabbra, a Rannoch Moor fennsíknál ér véget. A táj szinte teljes egészén végighalad az A82-es főút, amely a területet az egyik legkedveltebb kirándulóhellyé tette. Az itt elhaladók legtöbbje nem bír ellenállni a panoráma szépségének, és később is visszatérnek egy szervezett kirándulás keretei között. A Glencoe-völgyet más néven a „Sírás Völgyé”-nek is nevezik, ami az 1692-es történelmi eseményre, a glencoe-i mészárlásra utal. A völgy eredeti neve azonban a Coe folyó nevéből jött, ami kettészeli a völgyet.

## Geográfia és geológia
Maga a völgy egy közel 400 millió éves területnek a maradványa. Eredetileg egy hatalmas szupervulkán helyezkedhetett itt el, ami miután kitört, teljes egészében önmagára omlott. A völgy U-alakját azonban bizonyíthatóan egy jégkorszakbeli gleccser alakította ki. A terület hegyei legfőképpen gránitból illetve palából tevődnek össze, a meredek, alig megmászható hegycsúcsok létrejöttéért azonban a kvarcit a felelős, ami az egyik legkopásállóbb kőzetként ellenállt az évmilliók alatt létrejövő eróziónak.
Keletről nyugat felé haladva, a Rannoch Moor lápvidék szomszédságában kezdenek magasodni a völgy hegyei. Az utazók legelőször a Meall a' Bhuiridh nevű ormot pillanthatják meg, melyről gyönyörű kilátás nyílik a lápvidékre. Tőle délre fekszik a Glen Etive, amely a Glencoe-völgy egyik legtöbbet fotózott területe, és egyben a Coe folyó forrásvidéke is. Maga a völgy bejárata azonban csak a Buachaille Etive Mor-ral, „Etive nagy pásztorával” kezdődik. Ez a magányosan álló, piramis formájú hegy Skócia egyik legismertebb hegye, és a képeslapok kedvelt témája is hófedte, ködbe burkolózó csúcsával. Buachaille Etive szomszédságában helyezkedik el „Etive kis pásztora”, azaz Buachaille Etive Beag. Beljebb haladva a völgyben, a két pásztortól nyugatabbra terül el a Bidean nam Bian hegység, mely az éles hegygerinceivel és meredek hegycsúcsaival még a tapasztalt sziklamászók számára is kihívást jelent. Az itt található Aonach Eagach nevű hegygerincet szeli át a híres Devil’s Staircase, azaz az Ördöglépcső, mely egykor hadiútként szolgált. Az itt átkelő katonák legtöbbje nem bírt a zord időjárással és a meredek hegygerinccel, rengetegen életüket vesztették itt, innen is jön az ösvény neve. A hegység mellett közvetlenül elterülő völgy a McDonald klán birtokában volt a 17. században, és később ez vált a glencoe-i mészárlás színterévé is. Nyugatra a Glencoe-völgy a Pap of Glencoe nevű hegyorommal zárul, melynek lábánál a Loch Leven tó mellett Glencoe lakói várják a völgyből kiutazókat.

## Éghajlat
A Glencoe időjárására jellemző a rendkívül gyors változás a közel levő nyugati part miatt, ami főleg a hegyek között érzékelhető. Amíg a völgy mellett elterülő területeken szélcsendes, napsütéses idő tapasztalható, addig a Glencoe-völgyben több fokos hőmérséklet-különbség és zivatar is várhatja az utazókat. A telek általában zordak és jellemző a nagy mennyiségű csapadék, emiatt a völgy Skócia egyik legkedveltebb síparadicsoma. A kiszámíthatatlan időjárás nyáron is jellemző, ám ekkor jelentősen több a napsütés, így egy-egy rövid zápor után ismét beragyogja a napfény a völgy lankáit.

## Történelem

### A glencoe-i mészárlás
A völgy leghíresebb és egyben legszomorúbb történelmi eseménye a glencoe-i mészárlás. 1691. augusztus 27-én III. Vilmos angol király felajánlotta a skót felföldi klánoknak, hogy elnézi nekik az 1689-es jakobita felkelésben való részvételüket, ha még újév előtt hűségesküt tesznek a királyra egy elöljáró előtt. Habár a klánok még a száműzött II. Jakab parancsára vártak, a legtöbbjük végül az eskü letétele mellett döntött. Alasdair MacIain, Glencoe klánfőnöke is megérkezett 1691. december 31-én Fort William várába, hogy letegye az esküt, azonban azt az értesülést kapta, hogy ezt csak több mint 100 km-rel távolabbra, Inveraray vezetője előtt teheti le. McIaian végül csak hat nappal később, 1692. január 6-án fogadott hűséget a királynak, ahol arról biztosították, hogy az eskütételét elfogadták, és így klánja, a glencoe-i McDonald klán tagjai teljes biztonságban vannak. Azonban az akkori külügyminiszter, John Dalrymple csak az alkalomra várt, hogy a skót klánok számára példát statuáljon, és Alasdair MacIain újév utáni, azaz a határidőn kívüli eskütétele tökéletes ürügyet szolgáltatott számára. Február 2-án 120 fős katonaság érkezett a Glencoe-völgybe a glenlyoni Robert Campbell kapitány parancsnoksága alatt. A McDonald klán abban a hiszemben, hogy a katonák csak rutinellenőrzésre jöttek a területükre, tíz napig a legjobb koszt-kvártéllyal látták el őket, a korabeli szokásoknak megfelelően. Február 12-én azonban a katonaság írásos parancsot kapott a klán kiirtására, ezért másnap hajnali öt órakor támadásba lendültek. A klánfő, MacIain még ágyban volt, amikor a halálos lövés érte, feleségét pedig megkínozták, aki egy nappal később belehalt sebesüléseibe. A klán házait felgyújtották, a menekülőket elfogták és megkötözték mielőtt meggyilkolták őket. 38 férfi, nő és gyermek esett áldozatul az orvul megszervezett támadásnak, és még többen meghaltak a közeli hegyekben, amikor menekülni próbáltak a zord skót télben.

## Természetjárás

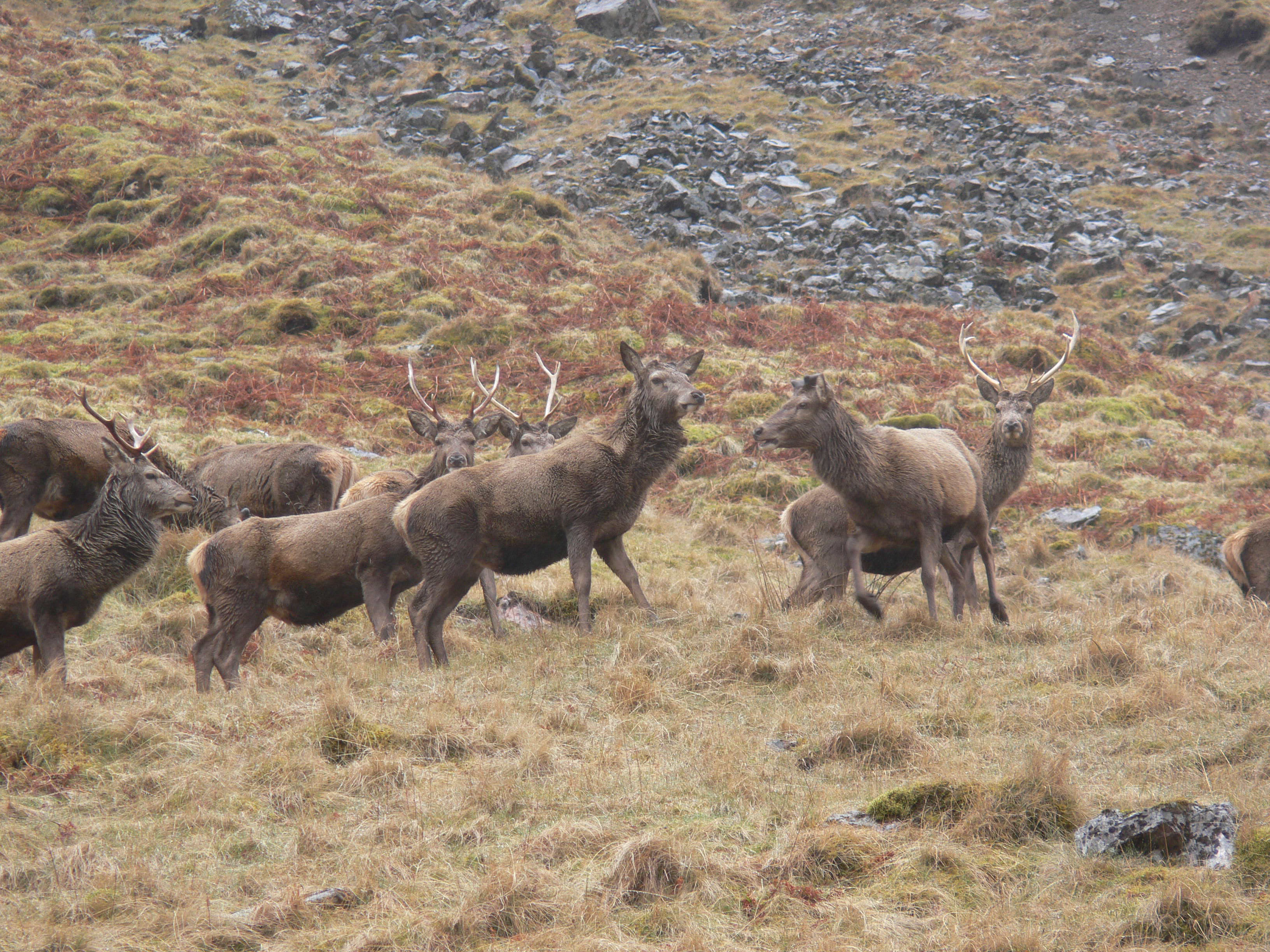
Szarvasok a völgyben

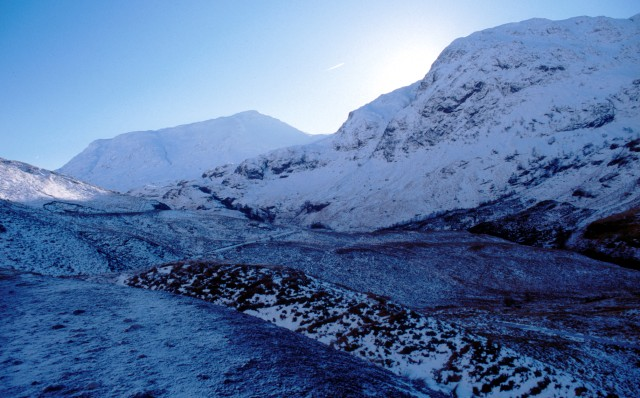
Télen a hely síparadicsommá válik

A Glencoe-völgy természeti adottságaiból adódóan az egyik legnépszerűbb célpontja a Skóciába érkezőknek. A magas hegycsúcsok, napsütötte hegyoldalak, a ködbe burkolózó völgy és a tömérdek zúgva folyó patak egész napos kikapcsolódást nyújthat a túrázóknak és turistáknak egyaránt. Nyáron a hegymászók és kirándulók, míg télen a téli sportok szerelmesei számára paradicsom a völgy. A látogatók továbbá kerékpárt is bérelhetnek a hely felfedezésére a kiépített hegyi kerékpárutakon, vitorlázhatnak a völgy tavain, illetve a patakok és folyók kiváló horgászati lehetőséget biztosítanak a lazac és pisztránghorgászok számára. A völgy turistaközpontjaiban lehetőség van a golf és íjászat kipróbálásra, de akik csak egy egyszerű hegyi túrát szeretnének, azok is tömérdek lehetőség közül válogathatnak a turistaútvonalak és tanösvények között. Ezeken az útvonalakon a látogatók megismerkedhetnek a völgy természeti adottságaival, flórájával és faunájával. Tavasszal és nyáron a vadvirágok, különösen a kékcsengő, csarabfű és szarvaskerep virágzása nyújt felejthetetlen látványt. A hely klímája továbbá a különböző májmoha, zuzmó és lápvidéki növényfajoknak biztosít élőhelyet. A völgyet felkeresők a hely gazdag állatvilágát is megfigyelhetik. A Glencoe-völgynek jelentős a szarvaspopulációja, az egyedek előszeretettel keresik az emberek társaságát, különösen télen a sípályáknál levő turistaházak szomszédságában. A patakok közelében vidrákkal , a hegyvidéki területeken pedig nyuszttal és vadmacskával is könnyedén találkozhatnak a látogatók.
Az egésznapos túrázás után megpihenni vágyók számos turistaház és hostel közül választhatnak. A Scottish Youth Hostels Association hostelje a Glencoe falu mellett, a Kings House Hotel pedig a völgy belsejében, a Buachaille Etive Mor-ral szemben található. Ez több évtizede álló hotel egyben a hegymászók és síelők legkedveltebb célpontja is.
Kempingezők számára csak három sátorhely áll rendelkezésre a völgyben, mivel 1990-ben betiltották a vadkempingezést a völgy egész területén a Coe folyó erős szennyezettsége miatt.

## Folklór és mitológia

### Ossian legenda
A legenda szerint a híres kelta költő és bárd, Osszián, a Glencoe egyik szűk sziklabarlangjában született. Habár azóta kiderült, hogy Ossian maga csak kitaláció, a barlang ettől függetlenül töretlen népszerűségnek örvend. 

### Bean Nighe
Hasonlóan az ír folklórbeli párjához, a Banshee-hez, a Bean Nighe is általában magányos női alakként jelenik meg a skót folklórban. A legenda úgy tartja, hogy a Bean Nighe általában azok előtt tűnik fel Coe folyó mellett, akik hamarosan meghalnak, vagy közeli hozzátartozójukat halál fenyegeti.

### A Beinn a' Bheithir-i sárkány

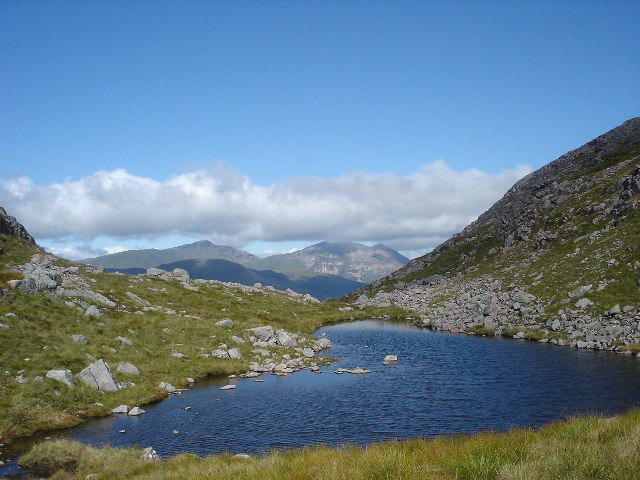
Beinn Bheithir

A helyi folklór szerint Beinn Bheithir hegyén egy sárkány élt, amely a közeli falvakat tartotta rettegésben, és lecsapott mindenkire, aki a hegy előtt próbált átkelni. A sárkány uralma addig tartott, amíg egy Skipper nevű hajóskapitány csellel halálosan meg nem megsebezte. A környék lakói csak pár évre lélegezhettek föl, ugyanis nem tudták, hogy a sárkány egy utódot hagyott hátra, aki miután felnőtt, ugyanúgy terrorizálta a településeket, mint az elődje. Végül a sárkány önmagával végzett bánatában, miután egy földműves felgyújtotta a fészkét, és az összes utódja a tűzbe veszett.

## A Glencoe-völgy a filmvásznon

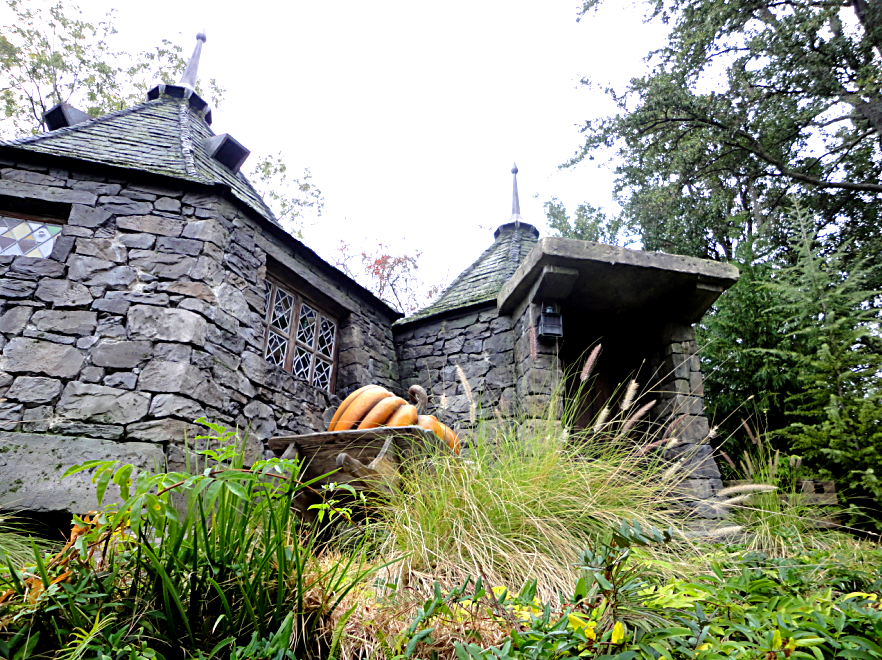
Hagrid kunyhója a völgyben

A Glencoe-völgy páratlan természeti szépségére nemcsak a túrázók, hanem a filmstúdiók is felfigyeltek az elmúlt években. Bernard Tavernier francia rendező külön kifejtette, hogy az a fényjáték, ami Nyugat-Skóciában megfigyelhető, kombinálva a kristálytiszta levegővel, egy filmstúdió számára sem kivitelezhető mesterséges körülmények között.
A három Hegylakó film közül kettő a Glencoe-völgyben játszódott. A nyitó csatajelenetet Buchaille Etive Mor és Buchaille Etive Beag között vették föl, míg a hős házát, ahol a kiképzés zajlott, a völgy bejáratánál.
1993-ban A rettenthetetlen című Oscar-díjas filmhez forgattak a völgyben több hónapig jeleneteket. 2003 nyarán a Warner Bros. stábja érkezett a völgybe, hogy a nagysikerű film és könyvsorozat harmadik részéhez, a Harry Potter és az azkabani fogolyhoz jeleneteket forgassanak. A Glencoe falutól a völgyig futó úton építették föl Hagrid kunyhóját, illetve ennek környezetét. Habár a forgatás csak három hetet vett igénybe, a díszletet több mint öt hónapig tervezték.
2012-ben James Bond film, a Skyfall egyes jeleneteit is a Glencoe-völgyben, Buachille Etive Mor és Buachille Etive Beag között, az A82-es főúton forgatták. 

## Képgaléria

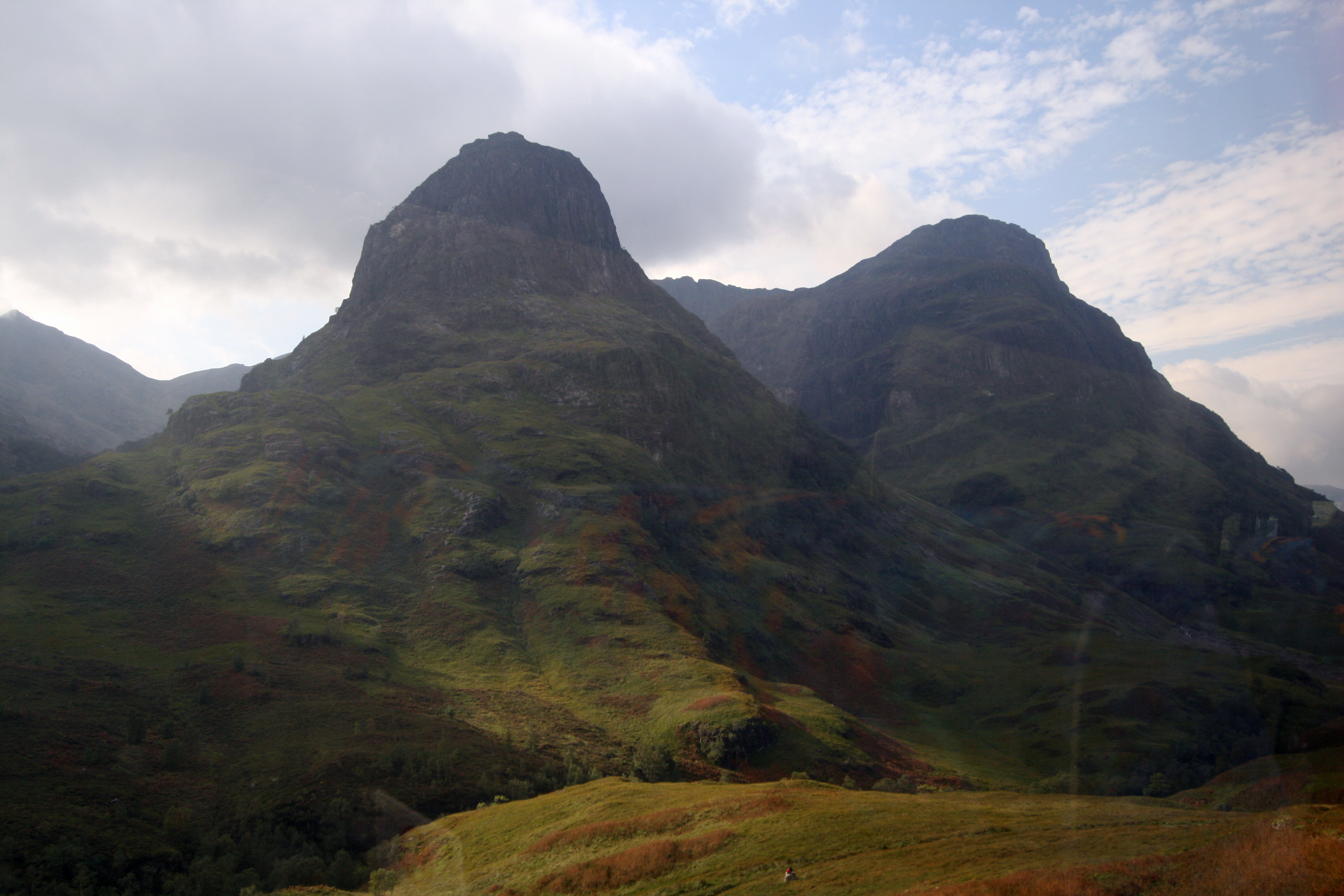
Glencoe hegyei
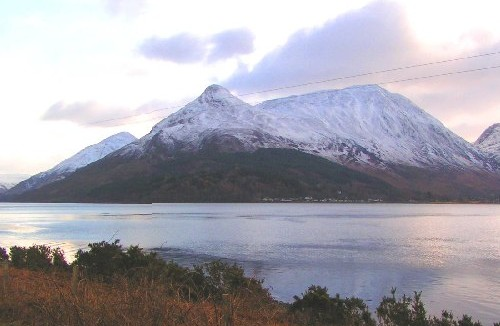
Pap of Glencoe
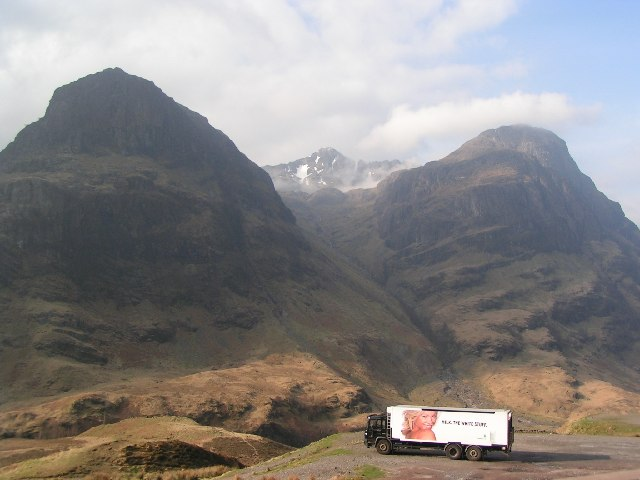
A Három Nővér
A 82-es főút
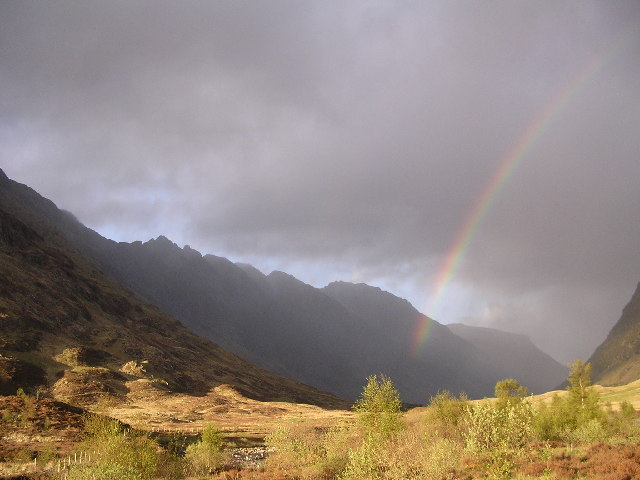
Szivárvány a völgy fölött
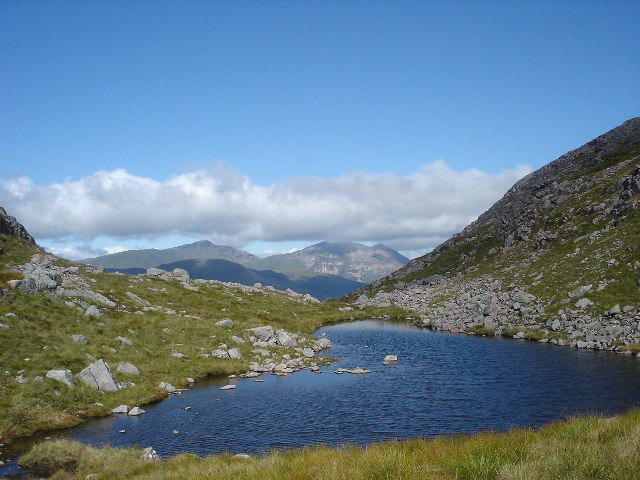
Beinn Bheithir
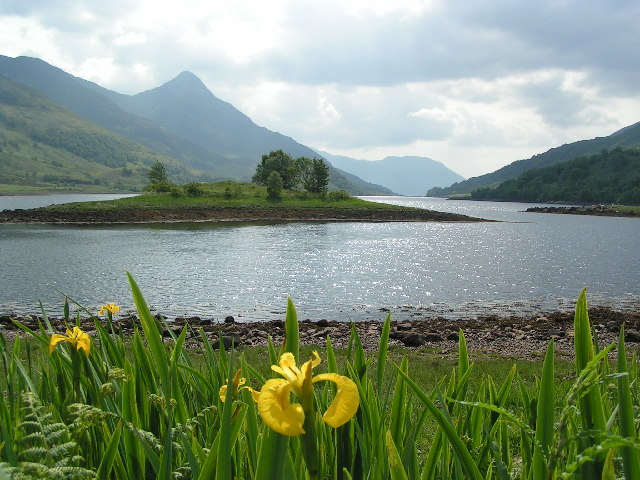
Loch Leven
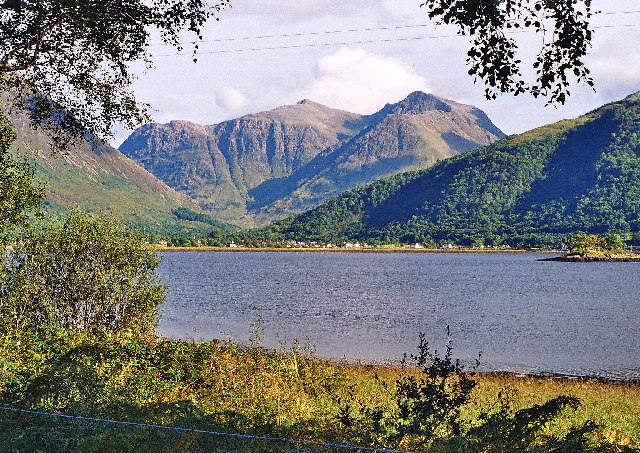
Glencoe
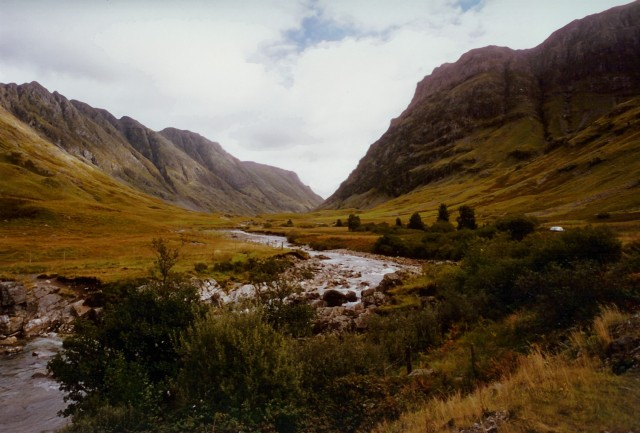
Glencoe és a Coe folyó
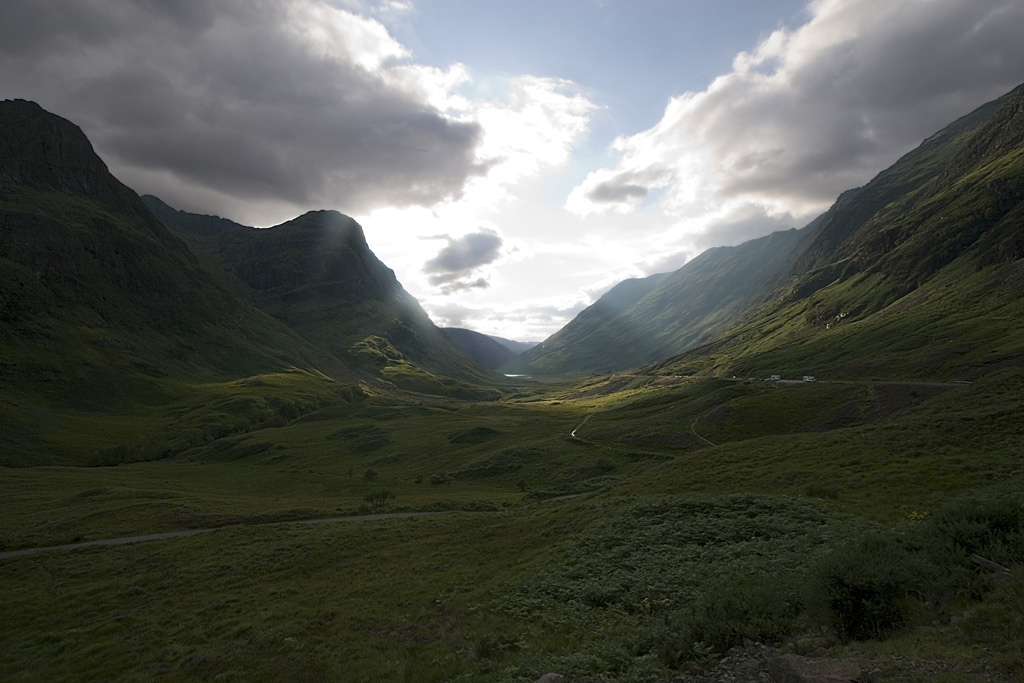
Glencoe

### Honlapok
- ↑ USG: Glen Coe. (Hozzáférés: 2015. november 13.)
- ↑ TER: Glen Coe Overview. (Hozzáférés: 2015. november 13.)
- ↑ ÉGH: Climate Information for Glencoe. (Hozzáférés: 2015. november 13.)
- ↑ ÉVS: Discover Glencoe:The four seasons. [2016. január 11-i dátummal az eredetiből archiválva]. (Hozzáférés: 2015. november 13.)
- ↑ TUR: Visit Scotland : Glencoe. (Hozzáférés: 2015. november 13.)
- ↑ FLOR: Discover Glencoe:Flora and Fauna. (Hozzáférés: 2015. november 13.)
- ↑ KEMP: Discover Glencoe:Guest Houses. (Hozzáférés: 2015. november 13.)
- ↑ OSS: Everything About Glencoe A-Z. (Hozzáférés: 2015. november 13.)
- ↑ BEAN: Oxford Reference: Bean Nighe. (Hozzáférés: 2015. november 13.)
- ↑ FIL: Discover Glencoe: Scottish Hollywood. [2015. július 2-i dátummal az eredetiből archiválva]. (Hozzáférés: 2015. november 13.)

### Cikkek
- ↑ ER: Kathryn Goodenough és David Stephenson (2007). „Ben Nevis and Glencoe: a landscape fashioned by geology”. Scottish Natural Heritage ..
- ↑ TÖR: M.P. (1813). „Conduct of King William III. Respecting the Massacre at Glencoe”. The Belfast Monthly Magazine 11. (65.), 447-48. o.

### Könyvek
- ↑ ÁR: James Macdougall. Folk tales and fairy lore in Gaelic and English, collected from oral tradition (angol nyelven) (1910)